# Єзуч
Є́зуч (МФА: [ˈjezʊt͡ʃ] ( прослухати)), Є́зус  — річка, в Україні, в межах Конотопського району Сумській області. Ліва притока Сейму (басейн Дніпра).

## Опис
Довжина 49 км, площа басейну 839 км². Річище слабозвивисте, місцями випрямлене і каналізоване. Заплава в нижній течії в багатьох місцях заболочена. Споруджено декілька ставків, а також два водосховища (для промислових потреб) і три шлюзи-регулятори.

## Розташування
Єзуч бере початок біля села Бережне. Тече спершу на північний захід і захід, біля південно-східної околиці міста Конотопа повертає на північ, нижче Конотопа — на захід і згодом знову на північ, у пригирловій частині тече на північний захід. Впадає до Сейму біля північної околиці села Лисогубівки.
Основні притоки: Кросна (права); Грузька, Язуча, Липка (ліві).
На Єзучі розташоване місто Конотоп.

## Походження назви
Назва річки відомі ще в староукраїнський період, як Єзучъ, Єзуча, Ꙗзуча починаючи з XV ст. Гідронім виник унаслідок субстантивації та онімізації дієприкметника *ѣзѫчии / *ꙗзѫчии, ймовірно від *ѣзѫчаꙗ / *ꙗзѫчаꙗ рѣка, що буквально «річка з загатами» та походить від староукраїнського та давньоруського слова ѣзъ, ꙗзъ «гребля, загата на річці для ловлі риби».

## Цікаві факти
- Місто Конотоп збудоване саме на болотистих берегах цієї річки, що робило його важкоприступним для ворожих армій. Вперше про це згадується у 2-й половині XVII століття.
- Неподалік від річки Єзуч розташоване городище «Кросна» XII—XIII ст, яке, очевидно, належало Київській Русі. Збереглися три ряди валів заввишки до 3 м.

## Притоки Єзуча
- Липка